# كيم أندرسن
كيم أندرسن (بالدنماركية: Kim Andersen)‏ هو مسير رياضي دنماركي، ولد في 27 أغسطس 1957.

## روابط خارجية
- كيم أندرسن على موقع أوليمبيديا (الإنجليزية)